# 上沃爾奇耶湖
68°06′55″N 32°32′12″E / 68.1152°N 32.5367°E
上沃爾奇耶湖（俄语：Верхнее Волчье），是俄羅斯的湖泊，位於該國西北部，由摩爾曼斯克州負責管轄，長9.3公里、寬4.8公里，面積18平方公里，海拔高度164.8米，湖岸線長度35公里，最大水深50.7米。